# جائزة المليون كاتب
جائزة المليون كاتب هي جائزة أدبية للقصص القصيرة تُقدم سنويًا من خلال ستوري ساوث (بالإنجليزية: StorySouth)‏ من عام 2003 إلى عام 2016. وتمنح كتكريم لأفضل القصص القصيرة على الإنترنت. ويمكن لأي شخص أن يقوم بترشيح قصة للجائزة سواء كان قارئاً أو مؤلفاً أو محرراً أو ناشراً.تم التبرع بمال الجائزة من القرّاء والكتّاب؛ ويتم اختيار الفائزين عن طريق التصويت العام من القائمة النهائية التي اختارها الحكام.